# Orimarga (Orimarga) basilobata
Orimarga (Orimarga) basilobata is een tweevleugelige uit de familie steltmuggen (Limoniidae). De soort komt voor in het Palearctisch gebied.